# Saint-Yrieix-sur-Charente
Saint-Yrieix-sur-Charente é uma comuna francesa na região administrativa da Nova Aquitânia, no departamento de Charente. Estende-se por uma área de 14,65 km². Em 2010 a comuna tinha 7 562 habitantes (densidade: 516,2 hab./km²).